# Renée Dangoor
Renée Dangoor est la première Miss Irak de l'histoire et une philanthrope britannique.

## Biographie
Renée Dangoor naît en 1925 à Shanghai, où ses parents travaillent, et ils déménagent vers Bagdad, leur région natale, quand elle est encore enfant.
En 1947, Renée Dangoor participe au premier concours de beauté national, Miss Irak, qu'elle remporte. Peu après, elle épouse son cousin Naim Dangoor (en). Ils ont quatre enfants, et leur famille fait partie de l'élite de Bagdad.
L'année suivante, la naissance d'Israël rend la vie beaucoup plus dangereuse pour les Juifs dans le monde arabe. En 1963 ou 1964, Naim Dangoor est en voyage d'affaires à Londres quand il reçoit un message l'ordonnant de revenir immédiatement à Bagdad sous peine de voir toutes ses propriétés confisquées. Il choisit de rester à Londres, estimant prendre plus de risques à rentrer au pays, et Renée Dangoor et leurs enfants les suivent un peu plus tard. Toutes leurs possessions irakiennes sont confisquées par les autorités. La famille ouvre un centre communautaire pour les immigrants juifs irakiens en Grande-Bretagne.
En Grande-Bretagne, Naim Dangoor ouvre une entreprise d'immobilier avec ses fils, et en 2009, la fortune familiale est estimée à 35 millions de livres sterling. Les Dangoors font le plus grand don privé de l'histoire à deux organismes, la Royal Society of Medicine et l'institut Francis Crick, et font des dons importants à l'université Bar-Ilan.
Dangoor meurt d'un cancer du sein en 2008. Après sa mort, son mari devient un des plus grands donateurs de Cancer Research UK.